# ドーセット文化

西暦500-1000年にかけての後期ドーセット文化の最大領域

ドーセット文化（Dorset culture）は、紀元前500年から紀元後1000年-1500年の間続いたパレオ・エスキモーの文化である。前ドーセット文化に続き、北アメリカの北極圏のイヌイットの文化に先行した。最初の発見がなされたカナダのヌナブト準州にあるドーセット岬にちなんで名付けられた。文化は、狩猟と道具製作技術の明確な差違により、4つの段階があると定義されている。
ドーセット文化は、早くて紀元後1000年、遅くも紀元後1500年までには消滅したようである。11世紀にアラスカから東に移住し開始したトゥーレ人は、最終的にドーセット文化人が住んでいた土地に分布を広げた。イヌイットとドーセット人が混淆したという強力な証拠は無く、遺伝学的研究はからも、ドーセット人は後のイヌイット系の集団とは明瞭に区別され、ドーセット人とトゥーレの人々の間の遺伝的または文化的相互作用の証拠は事実上なかったことが示されている。
イヌイットの伝説は、彼らがTuniitまたはSivullirmiut（「最初の住民」の意）と呼んだ人々に遭遇したことを語っている。伝説によると、最初の住民はイヌイットより背が高くて強い巨人だったが、交流することを恐れ、「簡単に逃げる」ことができたという。ドーセット人とノース人の間に、接触と貿易関係が存在したかは、議論中である。

## 遺骨の遺伝子
2014年8月にScienceに発表された遺伝学的研究では、カナダとグリーンランドの紀元前170年と紀元後1320年の19人のドーセット人の遺体が分析された。抽出されたmtDNAの16のサンプルは、ハプログループD2a1（12のサンプル）、D2a（3つのサンプル）、およびDに属すると決定された。これらのハプログループは、先行するサカク文化でも優勢であり、2つの文化の担い手の遺伝的連続性を示唆している。 研究の著者は、サカク人とドーセット人の祖先が紀元前4000年頃に単一の明確な移動によってシベリアから北アメリカに入った後、数千年の間遺伝的にほとんど孤立したままであったことを示唆した。ドーセット人は、シベリアから分布を拡大した紀元後1300年頃にドーセット人を完全に置き換えたトゥーレ人とは、遺伝的に異なっていた。この研究では、ドーセット人とグリーンランドノース人の間の遺伝的混合の証拠は見つからなかった。